# Niklas Svedberg
Niklas Svedberg, född 4 september 1989 i Sollentuna, är en svensk ishockeyspelare som spelar för IF Björklöven i Hockeyallsvenskan. Han spelade innan dess i HC Bolzano, Djurgårdens IF, Timrå IK, Minnesota Wild i NHL, Salavat Julajev Ufa i KHL och har även spelat för Boston Bruins i NHL. Hans moderklubb är Sollentuna HC. Han vann SM-guld med Brynäs 2012.

## Karriär
Niklas Svedberg började sin karriär i DIF J18/J20 och spelade även TV-pucken för Stockholm 1. År 2006 skrev han kontrakt med Modo Hockey och blev utlånad till Botkyrka HC och Huddinge IK. Inför säsong 2010/2011 skrev han kontrakt med Brynäs IF. Säsong 2011/2012 fick han sitt genombrott då han i slutspelet storspelade med en räddningsprocent på 94,7 % i 13 spelade matcher. Han tog sedermera SM-guld med Brynäs samma säsong. Niklas Svedberg är odraftad.
Under sin första AHL-säsong med Providence Bruins blev Svedberg uttagen i AHL:s all star- och all rookie-lag, samt tilldelad Baz Bastien Award - priset till ligans bästa målvakt. Svedberg gjorde sin NHL-debut den 2 januari 2014 i en hemmamatch mot Nashville Predators som Bruins vann med 3-2 efter förlängning.

### Säsongen 2011-12
Niklas Svedberg var tänkt att börja säsongen som backup till Brynäs IF:s nysignade målvakt Johan Holmqvist. Efter ett tag delade de till stor del på förstaplatsen i Brynäs mål.
När slutspelet började valde tränaren Tommy Jonsson att ge Holmqvist chansen i kvartsfinalen mot sin gamla klubb Frölunda, men efter 3 matcher drog Holmqvist på sig ett virus, och på så sätt fick Svedberg chansen i kvartsfinal nummer 4 där han höll nollan. (slutsiffror 0-5). Svedberg spelade resten av slutspelet utom näst sista i finalen mot Skellefteå AIK där hans kollega Johan "Honken" Holmqvist återgick som burväktare.
Brynäs förlorade dock matchen, och en sjätte finalmatch tvingades fram. Svedberg höll nollan i denna match och Brynäs tog sitt 13:e SM-guld.
Efter det framgångsrika slutspelet fick han som väntat en del NHL-klubbars intresse. Valet föll på Boston Bruins.
Efter två säsonger i Salavat Julajev Ufa i KHL skrev han som unrestricted free agent 1 juli 2017 på ett ettårskontrakt med Minnesota Wild.

### Säsongen 2018-19
Svedberg signerade den 8 juni 2018 ett tvåårskontrakt med Timrå IK i SHL.

## Klubbar
- 1997-2004  Sollentuna HC
- 2004-2007 DIF J18/J20
- 2006-2007 Botkyrka HC
- 2007-2009 Modo Hockey J18/J20
- 2007-2010 Modo Hockey
- 2008-2009 Huddinge IK
- 2010-2012 Brynäs IF
- 2012-2015 Providence Bruins
- 2013-2015 Boston Bruins
- 2015-2017 Salavat Julajev Ufa
- 2017-2018 Minnesota Wild
- 2018-2019 Timrå IK
- 2019-2022 Djurgården Hockey
- 2022-2023 HC Bolzano
- 2024- IF Björklöven